# 殼層定理
殼層定理(Shell Theorem)是古典重力學上的理論，其可簡化重力於對稱球體內部和外部的貢獻，並且在天文學上有特別的應用。
殼層定理最先由牛頓在所推演出來，其闡明了
1. 球對稱物體對於球體外的重力貢獻如同將球體質量集中於球心。
2. 在對稱球體內部的物體不受其外部球殼的重力影響。

由殼層定理的結果亦可得知，在一質量均勻分布的球體，重力由表面至中心線性遞減至零。因為球殼不會對內部物體有重力之貢獻，而剩餘之質量(不包括球殼)是與r3成正比，而重力是正比於m/r2，因此重力與r3/r2 = r成正比。
在星體運動的分析中，殼層定理是非常重要的，因為其隱含地表示可將星體視為一個質點來計算。除了重力之外，殼層定理亦可描述均勻帶電球體所貢獻的電場，或者是其他平方反比定律的物理現象。

## 推導

### 球體之外的重力
一個均勻實心的球體可視為由無限多個極薄的球殼所組成，而每個球殼均視為一個質點，所以先考慮以下灰色環狀區域:
其中dθ是微分角度，非弧長。根據牛頓萬有引力定律，環狀區域對質點m的重力貢獻為
{\displaystyle dF_{r}={\frac {Gm\,dM}{s^{2}}}\cos \phi .}
力的方向指向球心。將所有的dFr積分，即為質點m之所受重力
{\displaystyle F_{r}=\int dF_{r}=Gm\int {\frac {dM}{s^{2}}}\cos \phi .}
接著，將dM表成與θ相關的函數。總球殼面積為
{\displaystyle 4\pi R^{2}}
而灰色環狀區域的面積為
{\displaystyle 2\pi R\sin \theta \cdot Rd\theta .}
所以灰色環狀區域的質量dM可表為
{\displaystyle dM={\frac {2\pi R^{2}\sin \theta }{4\pi R^{2}}}Md\theta .}
因此
{\displaystyle F_{r}={\frac {GMm}{2}}\int {\frac {\sin \theta \cos \phi }{s^{2}}}d\theta .}
由餘弦定理可知
{\displaystyle \cos \phi ={\frac {r^{2}+s^{2}-R^{2}}{2rs}}}
{\displaystyle \cos \theta ={\frac {r^{2}+R^{2}-s^{2}}{2rR}}.}
θ由0積分至π，φ由0增加到最大值再遞減至0，s由r - R變化至r + R。積分計算的過程如下圖所示。
對前述之餘弦定理給出的關係式第二式做隱微分計算可得
{\displaystyle \sin \theta d\theta ={\frac {s}{rR}}ds.}
因此Fr可變數變換為
{\displaystyle F_{r}={\frac {GMm}{2rR}}\int {\frac {\cos \phi }{s}}ds={\frac {GMm}{4r^{2}R}}\int _{r-R}^{r+R}\left(1+{\frac {r^{2}-R^{2}}{s^{2}}}\right)ds}
所以
{\displaystyle F_{r}={\frac {GMm}{4r^{2}R}}\left(s-{\frac {r^{2}-R^{2}}{s}}\right)_{r-R}^{r+R}={\frac {GMm}{r^{2}}}.}
即薄球殼貢獻之重力如同將所有質量集中於球心。
接著，將每一個薄球殼dM累加起來，即是實心球體對外部物體的重力貢獻
{\displaystyle F_{total}=\int dF_{r}={\frac {Gm}{r^{2}}}\int dM.}
其中{\textstyle \int dM}為所有薄球殼質量之總和，其實就是球體之質量，即
{\displaystyle F_{total}={\frac {GMm}{r^{2}}}}
另外亦可以積分方式運算{\textstyle \int dM}如下：
在距球心x到x + dx的球殼質量dM可寫為
{\displaystyle dM={\frac {4\pi x^{2}dx}{{\frac {4}{3}}\pi R^{3}}}M={\frac {3Mx^{2}dx}{R^{3}}}}
因此
{\displaystyle F_{total}={\frac {3GMm}{r^{2}R^{3}}}\int _{0}^{R}x^{2}dx={\frac {GMm}{r^{2}}}}
即實心球對外部物體的重力貢獻如同將所有質量集中於球心。

### 球體之內的重力
球內重力情形可直接由球外重力Fr改變s之積分上下界推得，即自R - r積分至R + r，各參數的示意圖如下所示。
所以薄球殼對內部物體的重力貢獻為
{\displaystyle F_{r}={\frac {GMm}{4r^{2}R}}\left(s-{\frac {r^{2}-R^{2}}{s}}\right)_{R-r}^{R+r}=0.}
即球內物體不受外球殼(無論厚薄)的重力影響。
注意，這邊的計算係積分質點m外的球殼(即R > r)，當R < r，即回到球體之外的重力情況。
若質點m在實心球內，只有半径小于r的那部分球体质量对质点m有净力作用，半径大于r的那部分球壳对m产生的重力场为0。小于 r 那部分球体的质量为
{\displaystyle M_{r}={\frac {r^{3}}{R^{3}}}M.}
距离球心r处的重力场为
{\displaystyle g={\frac {GM_{r}}{r^{2}}}={\frac {GMr}{R^{3}}}.}
质点m受到这个实心球体产生的重力为
{\displaystyle F={\frac {GMmr}{R^{3}}}=kr.}
k是一个常数， {\displaystyle k={\frac {GMm}{R^{3}}}}。

推廣：假設質點重力的形式為{\displaystyle k/r^{p}}，那麼球殼內的重力為
{\displaystyle F_{r}={\frac {GMm}{4r^{2}R}}\int _{R-r}^{R+r}\left({\frac {1}{s^{p-2}}}+{\frac {r^{2}-R^{2}}{s^{p}}}\right)ds}
上式只有當{\displaystyle p=2}時，Fr才會等於0。
同樣地，在球殼外的重力為
{\displaystyle F_{r}={\frac {GMm}{4r^{2}R}}\int _{r-R}^{r+R}\left({\frac {1}{s^{p-2}}}+{\frac {r^{2}-R^{2}}{s^{p}}}\right)ds}